# Сумсько-Степанівський цукровий комбінат
Сумсько-Степанівський цукровий комбінат — підприємство цукрової промисловості розташоване в смт. Степанівка Сумської області.

## Історія
Цукровий завод в селі Степанівка Степанівської волості Сумського повіту Харківської губернії Російської імперії був побудований в 1893 році, його власниками було "Товариство Сумсько-Степанівської бурякоцукрового заводу".
У січні 1918 року Степанівку було окуповано радянськими військами і завод був націоналізований. Після закінчення бойових дій радянсько-української війни підприємство відновило роботу.
В ході другої світової війни в 1941-1943 рр. село було окуповано німецькими військами. Відповідно до четвертого п'ятирічного плану відновлення і розвитку народного господарства СРСР підприємство було відновлено, а в подальшому перетворено на Сумсько-Степанівський цукровий комбінат, для забезпечення якого сировиною при ньому був організований бурякорадгосп.
У 1947 році на Сумсько-Степанівське цукровому заводі була створена перша футбольна команда - «Цукровик» (пізніше вона стала називатися «Супутник»). Загалом, за радянських часів комбінат входив до переліку провідних підприємств райцентру.
Після відновлення незалежності України комбінат перейшов у відання Державного комітету харчової промисловості України. У липні 1995 року Кабінет Міністрів України затвердив рішення про приватизацію бурякорадгоспу. У жовтні 1995 року було затверджено рішення про приватизацію цукрового комбінату, після чого державне підприємство було реорганізоване у відкрите акціонерне товариство.
У 2000 році переробна потужність підприємства становила 1,88 тис. тонн цукрових буряків на добу. Навесні 2002 року власником підприємства стала дніпропетровська інвестиційна група "Інтерпайп", але в травні 2004 року воно було продано компанії ТОВ "Сумиагроцукор". 
У 2006 - 2007 рр. за позовом агрофірми «Вікторія» почалася процедура ліквідації компанії ТОВ "Сумиагроцукор" і розпродаж її майна й активів. У липні 2007 року Сумсько-Степанівський завод вже не функціонував. У 2012 році завод вже припинив своє існування.